# Cypriopachyiulus henroti
Cypriopachyiulus henroti är en mångfotingart som beskrevs av Pius Strasser 1967. Cypriopachyiulus henroti ingår i släktet Cypriopachyiulus och familjen kejsardubbelfotingar. Inga underarter finns listade i Catalogue of Life.